# Oxalis strigosa
Oxalis strigosa är en harsyreväxtart som beskrevs av Salter. Oxalis strigosa ingår i släktet oxalisar, och familjen harsyreväxter. Inga underarter finns listade i Catalogue of Life.